# Australische toonhaai
De Australische toonhaai (Mustelus antarcticus), ook wel Stomkophaai of Zuidelijke gladde haai, is een haai uit de familie van de gladde haaien.

## Natuurlijke omgeving
De Australische toonhaai komt voor in de oostelijke Indische Oceaan, endemisch ten zuiden van Australië, van West-Australië via de Straat Bass naar Tasmanië en noordelijke New South Wales.
Hij trekt rond en leeft dicht bij de zeebodem, normaal gesproken tot een diepte van 80 meter, met een maximum tot 350 meter.

## Synoniemen
- Emissola ganearum - Whitley, 1945[10]
- Emissola maugeana - Whitley, 1939[11]

Mustelus albipinnis · Australische toonhaai (Mustelus antarcticus) · Gevlekte toonhaai (Mustelus asterias) · Grijze toonhaai (Mustelus californicus) · Donkere toonhaai (Mustelus canis) · Scherpsnuittoonhaai (Mustelus dorsalis) · Gestreepte toonhaai (Mustelus fasciatus) · Egale toonhaai (Mustelus griseus) · Bruine toonhaai (Mustelus henlei) · Kleinoogtoonhaai (Mustelus higmani) · Brakwatertoonhaai (Mustelus lenticulatus) · Sikkelvintoonhaai (Mustelus lunulatus) · Stervlektoonhaai (Mustelus manazo) · Gespikkelde toonhaai (Mustelus mento) · Dwergtoonhaai (Mustelus minicanis) · Arabische toonhaai (Mustelus mosis) · Toonhaai (Mustelus mustelus) · Floridatoonhaai (Mustelus norrisi) · Witvlektoonhaai (Mustelus palumbes) · Zwartvlektoonhaai (Mustelus punctulatus) · Mustelus ravidus · Smalsnuittoonhaai (Mustelus schmitti) · Golf Van Mexico Toonhaai (Mustelus sinusmexicanus) · Mustelus stevensi · Mustelus walkeri · Gebochelde toonhaai (Mustelus whitneyi) · Mustelus widodoi